# Suzuka Hashimoto
Pour les articles homonymes, voir Hashimoto.
Suzuka Hashimoto (橋本 涼加, Hashimoto Suzuka) est une joueuse de volley-ball et de beach-volley japonaise née le 28 août 1993 à Suzuka (Préfecture de Mie). Elle mesure 1,83 m et joue au poste de réceptionneuse-attaquante.

## Clubs
| Club              | De        | À         |
| ----------------- | --------- | --------- |
| Tsu Commercial HS |           | 2011-2012 |
| Denso Airybees    | 2012-2013 | 2015-2016 |